# 봉강초등학교 (전남)
봉강초등학교는 대한민국 전라남도 광양시 봉강면 봉당리에 있는 공립 초등학교이다.

## 학교 연혁
- 1932년 4월 26일 봉강공립보통학교 개교(설립인가 2월 27일)
- 1938년 4월 1일 봉강공립심상소학교로 개칭[1]
- 1941년 4월 1일 봉강공립국민학교로 개칭[2]
- 1949년 12월 31일 봉강국민학교로 개칭[3]
- 1994년 3월 1일 조령분교장[4] 편입
- 1994년 9월 1일 조령분교장 통합
- 1996년 3월 1일 봉강초등학교로 개칭[5]
- 2015년 3월 1일 제31대 김미숙 교장 부임
- 2017년 2월 17일 제82회 졸업(3,532명)

## 학교 상징
- 교화 : 백목련 - 정열, 협동
- 교목 : 소나무 - 인내, 용기
- 교색 : 녹색 - 푸른꿈, 희망, 승리

## 참고 자료
- 봉강초등학교 - 한국교육학술정보원 학교알리미